# Smithton (Pennsylvanie)
Pour les articles homonymes, voir Smithton.
Smithton est un borough situé à l'ouest de la partie centrale du comté de Westmoreland, en Pennsylvanie, aux États-Unis,. En 2010, il comptait une population de 399 habitants, estimée au 1er juillet 2020 à 352 habitants. Le borough est incorporé le 2 février 1901.

## Démographie
Lors du recensement de 2010, le borough comptait une population de 399 habitants. Elle est estimée, en 2020, à 352 habitants.